# Puya Meithaba
De Puya Meithaba vond plaats in oktober 1732, in die maand werden alle heilige boeken van de Sanna-Mahi religie verbrand. In 15e eeuw en 16e eeuw bereikte het hindoeïsme Manipur.
De  koning Pamheiba raakte hieronder beïnvloed. In 1723 besloot hij een verbod op het slachten van kippen en varkens. Op 20 maart 1724 ging hij een stapje verder door alle graven van zijn voorouders op te graven en hen vervolgens te verbranden. Dit was het begin voor het cremeren van de lichamen door de Meitei. En uiteindelijk, in 1737, bekeerde de koning zelf naar de Ramanandisekte van Vaisnavise. Na deze stappen was de omwenteling van het Sanna-Mahi geloof naar Hindi in Manipur voltooid.